# NGC 1100
NGC 1100 是波江座的一個星系。法蘭斯·萊文沃思於1885年10月17日發現該星系
| date découverte	= 17 octobre 1885。
NGC 1100是希克森緊湊星系團（Hickson Compact Group）的一部分，該群體包括NGC 1091、NGC 1092、NGC 1098和NGC 1099星系。